# Ambada
Ambada é uma vila no distrito de Chhindwara, no estado indiano de Madhya Pradesh.

## Demografia
Segundo o censo de 2001, Ambada tinha uma população de 6895 habitantes. Os indivíduos do sexo masculino constituem 54% da população e os do sexo feminino 46%. Ambada tem uma taxa de literacia de 70%, superior à média nacional de 59,5%; com 60% para o sexo masculino e 40% para o sexo feminino. 8% da população está abaixo dos 6 anos de idade.